# Eragrostis speciosa
Eragrostis speciosa là một loài thực vật có hoa trong họ Hòa thảo. Loài này được (Roem. & Schult.) Steud. mô tả khoa học đầu tiên năm 1854.